# Carcelia quarta
Carcelia quarta là một loài ruồi trong họ Tachinidae.